# Hipposideros kingstonae
Hipposideros kingstonae és una espècie de ratpenat de la família dels hiposidèrids. Viu a altituds d'entre 22 i 170 msnm a Malàisia i Tailàndia. És un hiposidèrid petit, amb una llargada dels avantbraços de 35,3-42,6 mm, una llargada de cap a gropa de 40,2-49 mm, la cua de 21,5-30 mm i un pes de 4,9-7 g. El seu hàbitat són les selves de plana, on probablement nia dins de coves calcàries. Fou anomenat en honor de Tigga Kingston, per la seva contribució a la recerca sobre els ratpenats. Com que fou descoberta fa poc, l'estat de conservació d'aquesta espècie encara no ha estat avaluat formalment.